# Bryodema
Bryodema is een geslacht van rechtvleugeligen uit de familie veldsprinkhanen (Acrididae). De wetenschappelijke naam van dit geslacht is voor het eerst geldig gepubliceerd in 1853 door Fieber.

## Soorten
Het geslacht Bryodema omvat de volgende soorten:
- Bryodema brunneriana Saussure, 1884
- Bryodema byrrhitibia Zheng & He, 1994
- Bryodema dolichoptera Yin & Feng, 1983
- Bryodema gebleri Fischer von Waldheim, 1836
- Bryodema heptapotamicum Bey-Bienko, 1930
- Bryodema hyalinala Zheng & Zhang, 1981
- Bryodema kangmarensis Zheng, Lin & Zhang, 2012
- Bryodema kozlovi Bey-Bienko, 1930
- Bryodema luctuosa Stoll, 1813
- Bryodema mazongshanensis Zheng & Ma, 1995
- Bryodema miramae Bey-Bienko, 1930
- Bryodema nigripennis Mishchenko & Gorochov, 1989
- Bryodema nigristria Zheng & Chen, 2001
- Bryodema nigrofrascia Zhang, Wang & Yin, 2006
- Bryodema nigroptera Zheng & Gow, 1981
- Bryodema ningsianus Zheng & Gow, 1981
- Bryodema ochropenna Zheng & Xi, 1985
- Bryodema pseudohyalinala Zheng, Lin & Zhang, 2012
- Bryodema qilianshanensis Lian & Zheng, 1984
- Bryodema wuhaiensis Huo & Zheng, 1993
- Bryodema yemashana Qiao, Zheng & Ou, 1995